# Johann Lukas Schönlein
Johann Lukas Schönlein (Bamberga, 1793 – 1864) è stato un fisiologo tedesco.
Docente all'Università di Würzburg, fu tra i massimi esperti di clinica. Direttore della clinica di Zurigo e docente all'Università di Berlino, fu medico personale di Federico Guglielmo IV di Prussia.
Da lui prende nome la porpora di Schönlein-Henoch e il Trichophyton schoenleinii, agente causale della Tigna favosa.